# Chontal d'Oaxaca
|  | No s'ha de confondre amb chontal de Tabasco. |

El chontal d'Oaxaca és una llengua ameríndia parlada pels chontals d'Oaxaca a la costa sud de l'Estat d'Oaxaca, Mèxic. Compta amb de 3.480 parlants aproximadament.

## Nom
La paraula chontal deriva del nàhuatl chontalli que significa "estranger" o "foraster". A Mèxic existeixen dues llengües que reben aquest nom: El chontal d'Oaxaca i el chontal de Tabasco. No obstant això, malgrat que tinguin el mateix nom, no pertanyen a la mateixa família lingüística, per aquest motiu es diferencien agregant el nom de l'estat en el qual es parlen.

## Classificació
El chontal d'Oaxaca està clarament emparentat amb una llengua extinta parlada una mica més al nord denominada tequistlateca, juntament amb la qual formen la família tequistleca-chontal (de vegades anomenada simplement tequistlateca). El tequistlateca pròpiament dit, descrit per Angulo i Freeland (1925) sembla una mica més propera a la varietat de la terres baixes que la de les terres altes, encara que geogràficament els tequistlateques vivien més lluny de la costa que de la serra.
Fora d'aquest parentiu clar entre el chontal d'Oaxaca i el tequistlateca, Oltrogge (1977) i Campbell (1979) han proposat que les llengües tequistlateca-chontals estan emparentades amb el llengües jicaque-tol d'Hondures, aportant una bona quantitat d'evidència lèxica compartida.
Altres autors han especulat amb un parentiu llunyà amb les llengües hoka, encara que s'han apartat molt poques dades en favor d'aquesta última hipòtesi.

## Distribució geogràfica
Històricament els nahua i mexica van denominar Chontalpa a la regió compresa entre els districtes de Yautepec i Tehuantepec al sud-est de l'estat d'Oaxaca (Mèxic), a causa que els seus habitants van ser designats amb l'apel·latiu despectiu de "chontales" (una forma usada pels nahua per referir-se a diversos pobles i ètnies estrangers). Des del punt de vista lingüístic el chontal d'Oaxaca té dues varietats divergents que usualment es consideren llengües diferents, a causa que la intel·ligibilitat mútua entre ambdues és bastant limitada. La distribució d'ambdues és la següent:
- La varietat de les terres baixes (també coneguda com a huamelulteca) es va parlar en els municipis costaners d'Astata i San Pedro Huamelula i alguns pocs assentaments més petits en el sud d'Oaxaca. Avui dia, molt pocs chontals tenen un maneig fluid de la llengua i és dubtós que sobreviu algunes generacions més, per la qual cosa es considera una llengua amenaçada d'extinció.
- La varietat de les terres altes també anomenada chontal de la sierra sembla una mica més conservadora que la de les terres baixes i ha retingut més trets del proto-chontal d'Oaxaca que la varietat de les terres baixes.[3] Aquesta altra varietat també està amenaçada.

La divisió lingüística entre el chontal de les terres baixes i altes ja existia a l'arribada dels europeus a Mesoamèrica i probablement es remunta a bastant abans del segle xv donades les diferències entre ambdues varietats.

### Nombre de parlants
El chontal de les terres baixes té 900 parlants autodeclarats, d'un total de 15.000 chontals que formen el grup ètnic d'acord amb el cens de 1990, que ara parla majoritàriament espanyol. No obstant això, la xifra de parlants és molt incerta perquè el cens de 2000 identifica 4.959 parlants, però sembla molt improbable que aquest increment sigui real i que hi hagin estat comptabilitzats molts semiparlants tenen algun coneixement de la llengua però que no són parlants fluents. De fet una xifra més realista és la que va donar l'Institut Nacional Indigenista en 1990, que va identificar 394 parlants fluents.
Un estudi ambiciós sobre la fonologia del chontal de les terres baixes dut a terme en 2003, no va localitzar cap parlant la llengua principal del qual fos el chontal de les terres baixes. Fins i tot els matrimonis ancians que tenien un domini adequat de la llengua, parlaven habitualment espanyol entre si. Tampoc es van identificar en aquest mateix estudi parlants monolingües, ni nens que estiguessin adquirint el chontal de les terres baixes com a llengua materna.
Waterhouse va escriure fa més de 50 anys: «encara que l'últim cens registra uns 2.000 monolingües, jo encara no n'he trobat cap». Maddieson et al. (2009) assenyala que l'ús tan limitat de la llengua indígena durant un període tan notori ha afectat als patrons fonètics, així com a altres nivells de la gramàtica, tal com ja va percebre Waterhouse en 1949.

### Ús i estatus oficial
La situació sociolingüística actual entre els chontals és de clar domini de l'espanyol, tant en els mitjans de comunicació, com en el sistema educatiu, el lloc de treball, l'administració i fins i tot la llar. La major part de nens i joves estan alfabetitzats en espanyol, mentre que els adults de més edat són analfabets. Els pocs semiparlants amb alguna alfabetització en chontal, també estan alfabetitzats en espanyol.
L'ús més freqüent del chontal d'Oaxaca és en certs rituals relacionats amb la collita, la meteorologia o el benestar personal, on s'usa com a signe d'autenticitat cultural. No obstant això, les converses fluides en chontal són poc freqüents, encara que s'usen estereotípicament certes salutacions i expressions típiques.
La transmissió intergeneracional va ser fortament descoratjada pel sistema educatiu fins fa poc, i l'educació bilingüe existent en moltes escoles primàries compta amb pressupostos petits, professors amb poca formació i falta de materials didàctics adequats. En aquests programes s'ensenyen algunes paraules i frases, així com extractes de poesia i cançons que serveixen per organitzar recitals. No obstant això, aquest tipus d'educació no ofereix possibilitats reals d'aconseguir fluïdesa en la llengua.

### Varietats
D'acord amb l'INALI, el chontal d'Oaxaca es divideix en tres varietats:
- Chontal d'Oaxaca alt. Té 2.197 parlants.
- Chontal d'Oaxaca baix. Té 223 parlants, està en perill d'extinció.
- Chontal d'Oaxaca de la costa. Té 1.060 parlants.

L'Ethnologue recull només dues variants:
- Chontal de la sierra d'Oaxaca
- Chontal de la costa d'Oaxaca

## Descripció lingüística
Tipològicament el chontal d'Oaxaca comparteix diverses característiques típiques de l'àrea lingüística mesoamericana Encara que fonològicament difereix dels seus veïns lingüístics en què no és una llengua tonal, com les otomang d'Oaxaca o el veí huave.
A part de l'estudi de Belmar (1900) de la varietat i les terres altes, la documentació del chontal d'abans de 1920 consistia gairebé exclusivament en petites llistes de vocabulari. L'estudi de Berlmar descrit per Waterhouse (1962) com a gramàtica en realitat és un esbós amb frases, històries i vocabulari. Afortunadament en els últims 50 anys han aparegut nombrosos treballs sobre el chontal de les terres baixes que cobreixen aspectes fonològics, gramaticals i discursius, així com alguns treballs de lingüística històrica i sociolingüística. El chontal de les terres altes va ser estudiat pel matrimoni Turner a més de per Waterhouse i altres col·laboradors.

### Fonologia
L'inventari vocàlic del chontal de les terres baixes és relativament simple i conté cinc vocals /i, i, a, o, o/. En certs contexts apareixen fonèticament llargues, especialment en posició pretònica, però aquesta variació sembla al·lofònica i no hi ha evidències per afirmar que la distinció de quantitat sigui fonèmica, com va suggerir Waterhouse, que cita el possible per a mínim amác 'any' / amáac 'anys'. No obstant això, les mesures espectrogràfiques més recents no semblen confirmar aquestes transcripcions que diferencien entre vocals llargues i breus.
L'inventari consonàntic inclou diferències de glotalització (ʼ), pel chontal de les terres baixes l'inventari ve donat per:
|                       |         | Labial | Alveolar | Alveolar | Alveolar paltaliz. | Post alveolar | Post alveolar | Palatal | Velar | Labiovelar | Glotal |
| simple                | afric.  | Labial | simple   | afric.   | Alveolar paltaliz. |               |               | Palatal | Velar | Labiovelar | Glotal |
| --------------------- | ------- | ------ | -------- | -------- | ------------------ | ------------- | ------------- | ------- | ----- | ---------- | ------ |
| obstruent no-continua | simple  | p b    | t d      | t͡s       | tʲ                 |               | t͡ʃ            |         | k g   |            | ʔ      |
| obstruent no-continua | glotal. |        |          | t͡sʼ      |                    |               | t͡ʃʼ           |         | kʼ    |            |        |
| Fricativa             | simple  | f      | s, ɬ     | s, ɬ     | ɬʲ                 | ʃ             | ʃ             |         | x     |            |        |
| Fricativa             | glotal. | fʼ     | ɬʼ       | ɬʼ       |                    |               |               |         |       |            |        |
| Nasal                 | simple  | m      | n        | n        | nʲ                 |               |               |         |       |            |        |
| Nasal                 | glotal. | mʼ     | nʼ       | nʼ       |                    |               |               |         |       |            |        |
| Vibrant               | Vibrant |        | ɾ r      | ɾ r      |                    |               |               |         |       |            |        |
| Aproximant            | simple  |        | l        | l        | lʲ                 |               |               | j       |       | w          |        |
| Aproximant            | glotal. |        | lʼ       | lʼ       |                    |               |               |         |       | wʼ         |        |